# Orchestre symphonique du Saguenay-Lac-Saint-Jean
 (avril 2025).
La mise en forme du texte ne suit pas les recommandations de Wikipédia : il faut le « wikifier ».
Les points d'amélioration suivants sont les cas les plus fréquents :
- Les titres sont pré-formatés par le logiciel. Ils ne sont ni en capitales, ni en gras.
- Le texte ne doit pas être écrit en capitales (les noms de famille non plus), ni en gras, ni en italique, ni en « petit »…
- Le gras n'est utilisé que pour surligner le titre de l'article dans l'introduction, une seule fois.
- L'italique est rarement utilisé : mots en langue étrangère, titres d'œuvres, noms de bateaux, etc.
- Les citations ne sont pas en italique mais en corps de texte normal. Elles sont entourées par des guillemets français : « et ».
- Les listes à puces sont à éviter, des paragraphes rédigés étant largement préférés. Les tableaux sont à réserver à la présentation de données structurées (résultats, etc.).
- Les appels de note de bas de page (petits chiffres en exposant, introduits par l'outil «  Source ») sont à placer entre la fin de phrase et le point final[comme ça].
- Les liens internes (vers d'autres articles de Wikipédia) sont à choisir avec parcimonie. Créez des liens vers des articles approfondissant le sujet. Les termes génériques sans rapport avec le sujet sont à éviter, ainsi que les répétitions de liens vers un même terme.
- Les liens externes sont à placer uniquement dans une section « Liens externes », à la fin de l'article. Ces liens sont à choisir avec parcimonie suivant les règles définies. Si un lien sert de source à l'article, son insertion dans le texte est à faire par les notes de bas de page.
- La présentation des références doit suivre les conventions bibliographiques. Il est recommandé d'utiliser les modèles {{Ouvrage}}, {{Chapitre}}, {{Article}}, {{Lien web}} et/ou {{Bibliographie}}. Le mode d'édition visuel peut mettre en forme automatiquement les références.
- Insérer une infobox (cadre d'informations à droite) n'est pas obligatoire pour parachever la mise en page.

Pour une aide détaillée, merci de consulter Aide:Wikification.
Si vous pensez que ces points ont été résolus, vous pouvez retirer ce bandeau et améliorer la mise en forme d'un autre article.
 (avril 2025).
 (avril 2025).
L'Orchestre symphonique du Saguenay-Lac-Saint-Jean est un orchestre de musique classique du Saguenay-Lac-Saint-Jean au Québec. Fondé officiellement en 1978, il propose plusieurs activités relatives au domaine musical.

## Fondation
En 1976, avant la création de cet orchestre, seuls deux orchestres symphoniques existent au Québec, soit l’Orchestre Symphonique de Québec et l’Orchestre symphonique de Montréal. La région du Saguenay-Lac-Saint-Jean offre peu d'opportunités professionnelles pour les musiciens qui sont forcés de partir vers les grands centres. Selon Rosaire Simard, professeur au Conservatoire de Chicoutimi et directeur du Camp musical de Métabetchouan, la création d’un orchestre symphonique dans cette région fait d’elle « un des pôles d'attraction dans le domaine de la musique, au Québec ».  Lors de la formation des sections instrumentales de l’orchestre, la direction priorise les musiciens originaires de la région, mais aussi ceux qui y travaillent et y étudient. L’intérêt envers la création d’un orchestre symphonique n'était pas nouvelle. Lors du colloque sur le développement musical au Saguenay-Lac-Saint-Jean à Métabetchouan, le 27 novembre 1976, les participants comptent sur le Camp afin de réaliser ce projet d'envergure. La création de l’orchestre symphonique peut contribuer non seulement aux activités du Camp mais aussi à faire un pas de plus vers la régionalisation, selon Rosaire Simard. Il affirme aussi qu'« il s’agira avant tout d’un orchestre d'éducation » et que la direction ne veut « pas d’un orchestre fermé, mais d’un orchestre qui soit près du peuple, d’un orchestre qui voyage ».
Au début de l'année 1977, l'OSSLSJ n'est toujours pas officiellement formé. L'orchestre naissant donne ses premiers concerts au Camp musical du Saguenay-Lac-Saint-Jean et à l’église de Métabetchouan du 13 et 15 juillet 1977 respectivement, après une toute première répétition le 29 juin 1977. Ce dernier est un événement clé pour la formation d’un orchestre à cordes permanent pour la région, mais aussi pour la permanence de l’orchestre symphonique de la région lui-même. Le concert du 15 juillet présente une cinquantaine de musiciens dirigés par Henri Brassard. L’orchestre joue un mouvement du Messie de Haendel en guise de rappel, en réponse à l'enthousiasme de la part du public.  
C'est en 1978 que l'orchestre est officiellement créé.

## Activités et évènements marquants
L’Orchestre symphonique du Saguenay-Lac-Saint-Jean propose plusieurs types d’activités et de concerts. Tout d’abord, plusieurs grands concerts sont au programme. Autrement, des évènements de musique de chambre sont proposés au public au courant de l’année. Pour favoriser l’innovation et garder la culture de la région active, l’initiative de présenter des soirées de découvertes musicales est prise.    
- 1989 : L'OS du Saguenay-Lac-Saint-Jean offre la résidence au Quatuor Alcan, parrainé par Alcan[9]. Il donne son premier concert[10] à Hébertville la même année.
- 2000 : L'OS du Saguenay-Lac-Saint-Jean gagne le prix Opus, pour le concert en région de l’année 1999-2000, pour son concert intitulé «Le plus grand des Requiem», présenté le 29 avril 2000.
- 2012 : Après avoir déposé sa candidature à maintes reprises pendant plusieurs années, l’OS du Saguenay-Lac-Saint-Jean est retenu par le programme gouvernemental Mécénat Placements Culture et atteint son objectif de levée de fond de 50 000 $. Le programme verse 1,5 % de l’objectif, soit 75 000 $, à l’orchestre, faisant en sorte que la collecte de fond s’élève à 125 000 $[11].
- 2013 : L’ OS du Saguenay-Lac-Saint-Jean commissionne Airat Ichmouratov de la composition de Maslenitsa Overture (en), Op. 36, composée entre 2012 et 2013, qui est performée pour la première fois le 24 février 2013 par l’orchestre même sous la direction du conducteur Jacques Clément.
- 2020 : En raison de la pandémie de la Covid-19, deux grands concerts et un programme de musique de chambre sont annulés mais les finances de l’orchestre se portent tout de même bien, et ce, grâce au soutien renouvelé de la Ville de Saguenay, du Conseil des arts du Canada et du Conseil des arts et des lettres du Québec[12]. L’Orchestre des jeunes est dissout en raison d’un manque d’effectifs[12].
- 2021 : Durant l’été, l’ OS du Saguenay-Lac-Saint-Jean va à la rencontre du public grâce à des concerts extérieurs dans le respect des consignes sanitaires, que ce soit dans des parcs, camping, camps de jours ou à l’extérieur de résidences de personnes âgées[13]. L’un des premiers concerts extérieurs de 1 000 personnes depuis la pandémie présente Florence K accompagnée de l’OS du Saguenay-Lac-Saint-Jean le 26 juin à la Zone portuaire[14]. L’Orchestre symphonique du Saguenay-Lac-Saint-Jean donne une mini-tournée de deux spectacles le 29 août afin d’élargir son public et souligne le retour de tous les musiciens sur scène depuis la pandémie[15].
- 2023 : Le couple fondateur du Quatuor Alcan, sous-groupe de l'OSSLSJ, maintenant Quatuor Saguenay, composé du violoncelliste David Ellis et la violoniste Nathalie Camus, donne sa dernière prestation avec le quatuor[10].
- 2024 : Les derniers concerts de l’Orchestre symphonique du Saguenay-Lac-Saint-Jean sous la direction de Jean-Michel Malouf se déroulent le 22 septembre et le 4 mai, qui termineront sa neuvième saison en tant que chef pour cet orchestre régional. Le président du conseil d'administration de l'orchestre symphonique régional, Rosaire Simard, et Jean-Michel Malouf entreprennent alors la recherche d’un nouveau chef d'orchestre pour la prochaine saison, 2025-2026[16].

## Équipe

### Direction
- Directeur artistique: Jean-Michel Malouf[17] est le directeur musicale de l'orchestre depuis 2016[18]. Il est aussi tromboniste et chef de l'Orchestre symphonique de Sherbrooke depuis 2023[19].

- Directrice générale: Stéphanie Girard

- Adjointe à la direction: Julie Mercier

- Directrice de production: Marie-Josée Goyette

### Sous-groupes musicaux
- Quatuor Alcan[20], fondé en 1989, maintenant appelé Quatuor Saguenay.

- La Bande Passante, ensemble de mélodies populaires, composée de 11 musiciens.

- Les Porteurs de musique, fondé en 2022, groupe rendant la musique accessible aux populations qui ne peuvent être en mesure de se déplacer comme les résidents de CHSLD ou de maisons de retraite[21].

## Composition de l'orchestre
La composition de l'orchestre va comme suit: 5 violons I, 3 violons II, 3 violons altos, 2 violoncelles, 2 contrebasses, 2 flûtes, 2 hautbois, 2 clarinettes, 1 basson, 2 cors, 2 trompettes, 1 timbale et percussion.
Il est à noter que celle-ci peut être changeante selon le moment de l’année, ainsi que selon le nombre d’effectifs de l’orchestre. Ce qui est présenté ci-dessus est une composition habituelle et elle est parfois variable.

## Lieux de diffusion
Divers lieux de diffusion sont offerts au public. Au Saguenay, les lieux sont les suivant: 
- Théâtre C[24], 534, rue Jacques-Cartier Est, Chicoutimi, (QC)
- Salle Jacques-Cléments[25], 202, rue Jacques-Cartier Est, Chicoutimi, (QC)
- Salle Pierrette-Gaudreault[26], 4160, rue du Vieux-Pont, Jonquière, (QC)
- Théâtre Palace[27], 1900, boulevard Mellon, Jonquière, (QC)
- Église Saint-Mathias, 2327, rue Lévesque, Jonquière, (QC)

## Mission de l'organisme

### Mission
L’orchestre a pour mission de donner un espace de partage dans la région. Il veux permettre la transmission et la passion de la culture musicale. Il offre des formations aux jeunes et moins jeunes. Apporter une atmosphère musicale au Saguenay-Lac-Saint-Jean et offrir plusieurs lieux de diffusion pour découvrir et apprécier divers concerts est primordial pour l'orchestre.
Selon le Conseil québécois de la musique: « Plus de 50 activités sont présentées annuellement dans la région et à l'extérieur, parallèlement à plusieurs radiodiffusions ».  

### Plan de développement
En 2025, un plan de développement est mis à jour pour les années qui suivent. Pour s’assurer d’une bonne cohésion envers eux-mêmes et le public, l'orchestre propose les alternatives suivantes d'ici 2027.
- Garder leur code d’éthique à jour et faire les réajustements nécessaires en cas de besoin.
- Sondage entre le public ainsi que leurs partenaires pour assurer la cohésion entre ceux-ci.
- Avoir un minimum de trois nouveaux partenaires par nouvelle saison.
- Améliorer leur empreinte écologique avec l'implantation de nouvelles mesures éco-responsables.